# Garatto
Garatto (fl. XII secolo) fu il primo vescovo della diocesi catara di Concorezzo.

## Biografia
Garatto resse, in qualità di vescovo, la diocesi catara di Concorezzo nella seconda metà del dodicesimo secolo. Risulta essere stato il primo vescovo di questa diocesi, la quale giunse ad essere la più vasta comunità catara locale, arrivando a contare, secondo le stime degli eresiologi dell'epoca, fino a millecinquecento perfetti; erano così chiamati i praticanti in senso compiuto del catarismo, che avevano ricevuto il sacramento del consolamentum (noto anche come consolamen, in lingua occitana) e conducevano un'esistenza ascetica in povertà e castità, seguendo una dieta vegetariana e astenendosi da ogni forma di violenza.
Garatto impresse una specifica fisionomia dottrinale alla sua diocesi, adottando il dualismo moderato proprio della chiesa bogomila di Bulgaria (ordo Bulgariae) e proprio con un riferimento a tale specifico carattere dottrinale i suoi seguaci furono denominati garattisti
Tale scelta opponeva i garattisti a coloro che seguivano il dualismo radicale della chiesa bogomila di Dragoviza (ordo Dragovitzae), cui si era convertito, dopo un'iniziale adesione al dualismo moderato, il primo vescovo cataro italiano, Marco di Lombardia.
Nel concilio cataro di Mosio, che avrebbe dovuto risolvere i dissidi tra le diverse anime del catarismo italiano, Garatto fu proposto come successore di Giovanni Giudeo ad essere l'unico vescovo cataro italiano. Giovanni Giudeo era stato "figlio maggiore" (ossia successore designato) di Marco di Lombardia e rappresentava le istanze del dualismo radicale in Italia. Garatto non poté però ricoprire tale ruolo a causa dell'accusa di aver infranto il proprio stato di castità, peccato che rendeva necessario ripetere l'ordinazione. La chiesa catara italiana si scisse in sei diocesi (Bagnolo San Vito, Concorezzo, Desenzano, Firenze, Spoleto e Orvieto, Vicenza) e Garatto rimase alle guida della diocesi concorezzese fino al 1190, quando gli successe il "figlio maggiore" Nazario.

## Dottrina
Garatto aderì alle posizioni del dualismo moderato, professato dalla chiesa bogomila di Bulgaria (ordo Bulgariae) e da altre tre delle cinque grandi chiese bogomile dell'area balcanica, ossia quelle di Dalmazia, di Melinguia in Macedonia e di Romania; soltanto una chiesa bogomila balcanica, quella di Dragoviza in Bosnia, seguiva un orientamento dottrinale di tipo dualistico radicale (ordo Dragovitzae).
Il bogomilismo di area balcanica, sorto nel secolo decimo per la predicazione del monaco Bogomil, era stato il movimento religioso da cui il catarismo aveva preso avvio e nei confronti del quale i catari avevano ancora una dipendenza di carattere organizzativo e dottrinale.
Tutti i catari condividevano una dottrina dualista, per la quale esisteva un principio del bene, creatore del mondo spirituale, e un principio malvagio, creatore del mondo materiale in cui erano imprigionate le anime umane, scintille divine esuli in un elemento estraneo e grossolano. Il principio del bene era identificato nel Dio del Nuovo Testamento, il Padre celeste annunciato da Gesù. Il dualismo radicale e quello moderato divergevano invece per come veniva concepita l'origine del principio del male: per i dualisti radicali i due principi erano coeterni, mentre per i dualisti moderati, più fedeli all'originaria ispirazione dottrinale di Bogomil, il principio maligno era Satanael, in seguito chiamato Satana, angelo ribelle fratello di Cristo e con lui figlio del Dio supremo. Il principio malvagio era in genere identificato dai catari con il Dio collerico dell'Antico Testamento.